# Neoerysiphe
Neoerysiphe U. Braun  – rodzaj grzybów z mączniakowatych (Erysiphaceae)).

## Charakterystyka
Należące do rodzaju Neoerysiphe gatunki to pasożyty roślin dwuliściennych powodujące u nich choroby zwane mączniakiem prawdziwym. Charakteryzują się wytwarzaniem 3–8 zarodnikowych worków i płatowatymi appressoriami na strzępkach grzybni.

## Systematyka
Pozycja w klasyfikacji według Index Fungorum
Erysiphaceae, Helotiales, Leotiomycetidae, Leotiomycetes, Pezizomycotina, Ascomycota, Fungi.
Gatunki
- Neoerysiphe chelones (Schwein.) U. Braun 1999
- Neoerysiphe cumminsiana (U. Braun) U. Braun 1999
- Neoerysiphe galeopsidis (DC.) U. Braun 1999
- Neoerysiphe galii (S. Blumer) U. Braun 1999
- Neoerysiphe geranii (Y. Nomura) U. Braun 1999
- Neoerysiphe gnaphalii U. Braun 2012
- Neoerysiphe hiratae V.P. Heluta & S. Takam. 2010
- Neoerysiphe joerstadii V.P. Heluta & S. Takam. 2010
- Neoerysiphe kerribeeensis Beilharz, Cunningt. & Pascoe 2010
- Neoerysiphe nevoi V.P. Heluta & S. Takam. 2010
- Neoerysiphe rubiae Bahç., U. Braun & Kabakt. 2006

Nazwy naukowe na podstawie Index Fungorum.